# Cleopatra: Il destino di una regina
Cleopatra: Il destino di una regina (Cléopâtre: Le Destin d'une reine) è un videogioco d'avventura grafica punta e clicca sviluppato dalla Kheops Studio e pubblicato dalla Nobilis nel 2007 per Microsoft Windows e macOS.

## Modalità di gioco
Il gioco è ambientato durante la guerra civile tra Cleopatra e il fratello minore Tolomeo. Il giocatore impersonerà Thomas, giovane apprendista astrologo che si ritroverà suo malgrado invischiato in problemi più grandi di lui. Egli dovrà aiutare Cleopatra a ritrovare il suo fido consigliere Akkad e diventare regina d'Egitto a tutti gli effetti, e intanto cercherà di ritrovare la sua amata Iris con la quale fuggire dalla città in guerra.
La particolarità di questo gioco è che dopo aver scelto il proprio salvataggio, prima di iniziare una nuova partita, sarà possibile scegliere il proprio segno zodiacale tra i dodici presenti. In base alla scelta del segno, l'avventura cambierà radicalmente.

## Accoglienza
| Testata                          | Giudizio |
| -------------------------------- | -------- |
| Metacritic (media al 31-03-2020) | 67/100   |
| Adventure Gamers                 | 3.5/5    |
| GamesRadar+                      | [ 3 ]    |
| GameSpot                         | 7/10     |
| IGN                              | 7.7/10   |
| Jeuxvideo.com                    | 14/20    |

Il gioco ha ricevuto un'accoglienza superiore alla media o mista, con un voto di 67/100, basato su 11 recensioni, da parte di Metacritic.